# Aprostocetus arachnophagus
Aprostocetus arachnophagus is een vliesvleugelig insect uit de familie Eulophidae. De wetenschappelijke naam werd voor het eerst geldig gepubliceerd in 1913 door Juan Brèthes.